# پتار چالاکوف
پتار چالاکوف (بلغاری: Петър Чалъков؛ زادهٔ ۱۵ ژوئن ۱۹۹۸) بازیکن فوتبال است.
از باشگاه‌هایی که در آن بازی کرده است می‌توان به باشگاه فوتبال بوتو پلوودیو اشاره کرد.